# ندغ شائك
الندغ الشائك (باللاتينية: Satureja spinosa) نوع نباتي عشبي يتبع جنس الندغ من الفصيلة الشفوية.

## الموئل والانتشار
موطنه الأصلي تركيا وجزيرة كريت.